# Временно руско правителство
Временното руско правителство (на руски: Вре́менное прави́тельство Росси́и, на руски: Врѣ́менное прави́тельство Россі́и е временно правителство на Руската империя и Руската република установено след абдикацията на император Николай II на 2 март 1917 г. по време на Февруарската революция. Задачата на Временното правителство е да организира избори на делегати за Учредително събрание. Правителството, водено отначало от княз Георги Лвов, а след това от Александър Керенски, остава на власт около осем месеца през 1917 г. и бива свалено от болшевиките с избухването на Октомврийската революция.
Според Х. Уилямс, през осемте месеца на управление на Временното правителство протича постоянна и систематична дезорганизация на императорската армия, а Русия по това време участва в Първата световна война. Временното правителство е служебно правителство, като политическата система и статутът на монархията остават нерешени до избирането на Учредително събрание. Това неустановено положение се изяснява на 1 септември 1917 г., когато е провъзгласена Руската република.

## Общ преглед
На 25 февруари 1917 г. в Петроград избухва обща стачка. Императорът е в главния щабна армията в Могильов и изпраща телеграма до командващия Петроградския военен окръг с искане за прекратяване на безредиците, но войниците отказват да стрелят срещу народа. Въпреки това, по-висшите военни чинове откриват стрелба и на 26 февруари са убити повече от 150 души. На 27 февруари след масово преминаване на войници на страната на стачкуващите са превзети арсеналът и Петропавловската крепост. Започва създаване на нови органи на властта – съвети на работническите и войнишките депутати. Първият е Петроградският съвет (Петросъвет), сформиран в последните дни на февруари, който превзема и управлява най-важния пристанищен град на Русия. Оглавен е от Изпълнителен комитет с председател Николай Чхеидзе (меншевик) и заместник Александър Керенски (есер). Комитетът поема функцията за опазване на обществения ред и снабдяване на населението с продоволствие, но има ограничен успех, въпреки че Петроградският военен гарнизон преминава на подчинение на Петросъвета. Същевременно членове на Държавната Дума, която според царската заповед е трябвало да бъде разпусната, образуват друг управленски орган – Временен комитет на Държавната дума, съставен от 24 души, оглавен от председателя на Думата Михаил Родзянко, със задача да възстанови реда. Първоначално и двете формирования претендират за изпълнителната власт, но впоследствие Петросъветът признава властта на Временния комитет на Думата. Той обаче запазва властта си над войските, което му дава преимущество в случай на бъдещ конфликт. На 28 февруари император Николай II тръгва от Главната квартира към Царское село, но по пътя е задържан от разбунтували се войници. Принуден е да се насочи към Псков, където след консултации с командващите фронтовете се убеждава, че не може да потуши революцията. На 2 март императорът подписва от свое име и от името на престолонаследника Алексей манифест за абдикация в полза на брат си княз Михаил Романов. Когато депутати от Думата донасят манифеста в Петроград, става ясно, че народът не иска монархия. На 3 март Михаил също се отказва, заявявайки, че съдбата на Русия трябва да се реши от Учредително събрание.
Тъй като на 27 февруари министър-председателят Николай Голицин е принуден да подаде оставка, комитетът на Родзянко разпуска Четвъртата Държавна дума, временно поема официалната държавна власт и обявява създаването на ново правителство на 2 март. Временното руско правителство е сформирано от Временния комитет в сътрудничество с Петросъвета, въпреки протестите на болшевиките. Правителството се ръководи отначало от княз Георгий Лвов, а след няколко месеца на негово място идва Александър Керенски.
Поради политическа фракционност и разпад на държавните структури Временното правителство не е в състояние да взема важни политически решения. То е изложено на силни предизвикателства както отдясно, така и отляво. Главният противник на Временното правителство отляво е Петроградският съвет. Той първоначално колебливо сътрудничи с правителството, но след това постепенно придобива контрол над императорската армия, местните фабрики и Руските железници. Периодът на съревнование за власт приключва в края на октомври 1917 г., когато болшевиките свалят министрите на Временното правителство с преврат, известен като Октомврийска революция, и властта преминава в ръцете на съветите или „работническите съвети“, оказали подкрепа на болшевиките, водени от Владимир Ленин и Лев Троцки. Слабостта на Временното правителство може би е най-добре отразена в подигравателния прякор, даден на Керенски: „главен убеждаващ“.

## Формиране
Сформирането на Временното правителство е обявено публично в Известия на следващия ден след основаването му. В съобщението се посочва декларацията на правителството:
- Пълна и незабавна амнистия на осъдените по всички политически и религиозни въпроси, включително: терористични актове, военни въстания, аграрни престъпления и др.
- Свобода на словото, печата, съюзите, събранията и стачките с разпространение на политическите свободи върху военнослужещите в рамките на ограниченията, разрешени от военно-техническите условия.
- Премахване на всички наследствени, религиозни и национални класови ограничения.
- Незабавна подготовка за свикването на Учредително събрание, основано на всеобщо, равно, тайно и пряко гласуване, което ще определи формата на управление и конституцията.
- Замяна на полицията с обществена милиция с изборно председателство, подчинено на местните власти.
- Избори за органи на местното самоуправление се провеждат на основата на всеобщо, пряко, равно и тайно гласуване.
- Неразоръжаване и неизтегляне от Петроград на военните части, участващи в революционното движение.
- При запазване на строга дисциплина в редиците и при изпълнение на военната служба – премахване на всички ограничения за войниците при ползване на обществените права, предоставени на всички останали граждани.

В него се казва още: „Временното правителство се чувства длъжно да добави, че не възнамерява да се възползва от военните обстоятелства за каквото и да е забавяне на прилагането на гореспоменатите реформи и мерки.“

### Световно признание
| Държава                 | Дата            |
| ----------------------- | --------------- |
| САЩ                     | 22 март 1917 г. |
| Обединено кралство      | 24 март 1917 г. |
| Трета френска република | 24 март 1917 г. |
| Кралство Италия         | 24 март 1917 г. |

## Първоначален състав
| министерство                                | име | име                  | партия     |
| ------------------------------------------- | --- | -------------------- | ---------- |
| министър-председател                        |     | Георги Лвов          | безпартиен |
| министерство на военното и морско дело      |     | Александър Гучков    | безпартиен |
| министерство на финансите                   |     | Михаил Терещенко     | безпартиен |
| министър на правосъдието                    |     | Александър Керенски  | безпартиен |
| министерство на търговията и промишлеността |     | Александър Коновалов | безпартиен |
| министерство на земеделието                 |     | Андрей Шингарьов     | безпартиен |
| министерство на народното просвещение       |     | Александър Мануйлов  | безпартиен |
| министерство на далекосъобщенията           |     | Николай Некрасов     | безпартиен |

Правителството запазва почти изцяло структурата на предходния царски Министерски съвет, като закрива само министерството на императорския двор и неговите владения (уделы). То счита себе си за приемник на монархическата държава и се стреми да запази стария държавен апарат, макар че разпуска гражданските съдилища, Охранката (тайната полиция) и жандармерията. В пристъп на демократизация в състава на ведомствата и учрежденията се включват представители на Съветите и други обществени организаци.
През март 1917 г. министърът на правосъдието Керенски обявява амнистия и освобождава всички политически затворници и заточените в Сибир членове на Държавната дума. Сред освободените са Йосиф Сталин, Феликс Дзержински, Григорий Зиновиев, Нестор Махно и много други. През май Временното правителство освобождава и около 90 хиляди осъдени криминални престъпници, както и онези, желаещи незабавно да постъпят в армията, и ги въоръжава. Последните, около 40 000 души, са в основата на създаващата се Червена гвардия. И когато денем в градовете кипят революционни митинги, нощем по тъмните улици започват да вилнеят престъпници, всявайки ужас сред населението.

## Априлска криза
Т.нар. Априлска криза е предизвикана от министъра на външните работи кадета Павел Милюков, който на 18 април 1917 г. изпраща нота до съюзническите правителства, обещавайки Русия да продължи войната до „нейния славен край“. Така той твърдо се противопоставя на исканията на Петроградски съвет за постигане на мир на всяка цена. На 20 – 21 април 1917 г. избухват масови демонстрации на работници и войници срещу продължаването на войната, които искат оставката на Милюков. Скоро те са пресрещнати от контрадемонстрации, организирани в негова подкрепа. Генерал Лавър Корнилов, командир на Петроградския военен окръг, опитва да потуши безредиците, но премиерът Георги Лвов отказва да прибегне към насилие.
Временното правителство приема оставката на външния министър Милюков и военния министър Гучков и прави предложение до Петроградския съвет за сформиране на коалиционно правителство. В резултат на преговорите, на 22 април 1917 г. е постигнато споразумение и към кабинета се присъединяват 6 социалистически министри.
През този период Временното правителство само отразява волята на Петросъвета, където набират сила левите тенденции (болшевизъм). Правителството обаче, повлияно от „буржоазните“ министри, се опитва да се опре на дясното крило на съвета. Социалистическите министри, подложени на критики от своите леви колеги от Петросъвета, са принудени да следват двойствена политика. Временното правителство не е в състояние да взема важни политически решения поради своята политическа фракционност и разпада на държавните структури.

## Юнска офанзива на Керенски
През лятото на 1917 г., либералите в правителството убеждават социалистите, че Временното правителство трябва да започне офанзива срещу Германия. Това е следствие от няколко фактора: искане от Великобритания и Франция да помогнат за облекчаване на натиска върху силите им на Западния фронт, избягвайки националното унижение от поражение, да помогнат за връщането на контрола на генералите и офицерите над въоръжените сили, за да могат да контролират революцията, и да ги поставят в по-добра позиция за договаряне с германците, когато започнат мирни преговори.
Правителството се съгласява, че е необходима „успешна военна офанзива“, за да се обединят хората и да се възстанови духът на руската армия. Александър Керенски, министър на войната, предприема „вихрена обиколка“ на руските сили по фронтовете, изнасяйки страстни, „почти истерични“ речи, в които призовава войските да действат героично, заявявайки, че „ние, революционерите, имаме право на смърт“. Това действа само докато Керенски не си тръгва и ефектът от агитацията му върху войските отслабва.
Юнската офанзива започва на 16 юни и продължава само три дни, след което е прекратена.  По време на офанзивата процентът на дезертьорство е висок и войниците започват да се бунтуват, като някои дори убиват командирите си, вместо да се бият.
Офанзивата причинява смъртта на хиляди руски войници и големи загуби на територия. Тази неуспешна военна офанзива предизвиква незабавен ефект в Петроград под формата на въоръжено въстание, известно като „Юлските дни“. След въстанието Временното правителство оцелява, но про-военната му позиция води до това, че умерените социалистически правителствени лидери губят доверието на войниците и работниците.

## Юлска криза и второ коалиционно правителство
На 2 юли в отговор на компромисите на правителството с украинските националисти, членовете на кабинета от Конституционно демократическата партия (кадети) подават оставка, поставяйки правителството на княз Лвов в хаос. Това предизвиква по-нататъшни градски демонстрации, тъй като работниците искат „цялата власт на Съветите“.
Сутринта на 3 юли картечният полк започва въоръжена демонстрация, като войниците маршируват до Таврическия дворец и избират делегати, които да „представят исканията им пред изпълнителния комитет на Съвета“. 
На следващия ден, 4 юли, около 20 000 въоръжени моряци от военноморската база Кронщат пристигат в Петроград. След това множеството от войници и работници отива в щаба на болшевиките, където Ленин им обещава, че в крайна сметка цялата власт ще отиде в ръцете на Съветите. Неговата реч обаче е импровизирана и трае едва минута.
Докато насилието по улиците ескалира, тълпата плячкосва магазини и къщи и напада добре облечените граждани. Казаци и войници, разположени по покривите на сградите, откриват огън по тълпите, карайки демонстрантите да се разпръснат. Десетки са убити.
Около 19:00 часа войници и група работници от Путиловския машиностроителен завод нахлуват в двореца и искат пълна власт на Съветите, размахвайки оръжие. Духовете успокояват Троцки и Чхеидзе. Правителството обвинява болшевиките и левите есери в опит за въоръжен преврат, издава заповед за арест на техните лидери и ги обвинява в шпионаж в полза на вражеска Германия. Взети са мерки за укрепване на дисциплината в армията, на фронта е възстановено смъртното наказание. Влиянието на Петросъвета спада и се слага край на двувластието.
Ленин и Зиновиев се укриват и минават в нелегалност, докато Троцки е заловен няколко дни по-късно и хвърлен в затвора. Ленин отказва да бъде съден за „държавна измяна“, твърдейки, че държавата е в ръцете на „контрареволюционна военна диктатура“, която води „гражданска война“ срещу пролетариата. Ленин смята, че тези събития са „епизод от гражданската война“ и описва как „всички надежди за мирно развитие на руската революция изчезнаха завинаги“, както пише няколко дни след бягството си.
На 24 юли 1917 г., е сформиран нов коалиционен кабинет, съставен предимно от социалисти, начело с Керенски.
Втора коалиция:
| Публикация                                         | Име                 | партия                               |
| -------------------------------------------------- | ------------------- | ------------------------------------ |
| Министър-председател и министър на войната и флота | Александър Керенски | Партия на социалистите-революционери |
| Вицепрезидент, министър на финансите               | Николай Некрасов    | Конституционно-демократическа партия |
| Министър на външните работи                        | Михаил Терещенко    | Безпартиен                           |
| Министър на вътрешните работи                      | Николай Авксентиев  | Партия на социалистите-революционери |
| Министър на транспорта                             | Пьотр Юренев        | Конституционно-демократическа партия |
| Министър на търговията и промишлеността            | Сергей Прокопович   | Безпартиен                           |
| Министър на правосъдието                           | Александър Зарудни  | Народни социалисти (Русия)           |
| Министър на образованието                          | Сергей Олденбург    | Конституционно-демократическа партия |
| Министър на земеделието                            | Виктор Чернов       | Партия на социалистите-революционери |
| Министър на труда                                  | Матвей Скобелев     | Меншевик                             |
| Министър на храните                                | Алексей Пешехонов   | Народни социалисти (Русия)           |
| Министър на здравеопазването                       | Иван Ефремов        | Прогресивна партия (Русия)           |
| Министър на пощите и телеграфа                     | Алексей Никитин     | Меншевик                             |
| Оберпрокурор на Светейшия синод                    | Владимир Лвов       | Прогресист                           |

## Политическа обстановка и дейност
С Февруарската революция от 1917 г., абдикацията на цар Николай II и формирането на напълно нова руска държава, политическият спектър в Русия се променя драстично. Царското ръководство е авторитарна, консервативна форма на управление. Конституционно-демократическата партия е съставена предимно от либерални интелектуалци и формира най-голямата опозиция на царския режим преди Февруарската революция. Кадетите се трансформираха от опозиционна сила в утвърдено лидерство, тъй като бившите опозиционери държат по-голямата част от властта в новото Временно правителство, което заменя царския режим. Февруарската революция е съпроводена и с по-нататъшна политизация на масите. Политизацията на трудещите се доведе до изместване на политическия спектър наляво.
Много градски работници първоначално подкрепят социалистическата меншевистка партия, докато някои, макар и малцинство през февруари, подкрепят по-радикалната болшевишка партия. Меншевиките често подкрепят действията на Временното правителство и вярват, че съществуването на такова правителство е необходима стъпка за постигане на комунизъм. От друга страна, болшевиките яростно се противопоставят на Временното правителство и желаят по-бърз преход към комунизъм. В провинцията политическата идеология също се измества наляво, като много селяни подкрепят Партията на социалистите-революционери (есери). Есерите се застъпват за форма на аграрен социализъм и поземлена политика, която селяните масово подкрепят. В по-голямата си част градските работници подкрепят меншевиките и болшевиките (с нарастване на подкрепящите болшевиките с напредването на 1917 г.), докато селяните подкрепят есерите. Бързото развитие и популярност на тези леви партии превръщат умерено-либералните партии, като кадетите, в „нови консерватори“. Временното правителство е съставено предимно от „нови консерватори“ и се сблъсква с огромна опозиция отляво.
Въпреки краткото си управление и недостатъците, Временното правителство приема много прогресивно законодателство. Независимостта на църквата от държавата, акцентът върху селското самоуправление и утвърждаването на основни граждански права (като свобода на словото, печата и събранията), които царското правителство периодично ограничава, показват прогресивността на Временното правителство. Сред другите политики са премахването на смъртното наказание и икономическо преразпределение в селските райони. Временното правителство също така предоставя повече свободи на потиснатите региони на Руската империя. Полша получава независимост, а Литва и Украйна стават по-автономни.
Основната пречка и проблем на Временното правителство е неспособността му да налага изпълнението на законите. Укрепването на местните организации, като профсъюзи и селски организации (земства), и децентрализацията на властта водят до демократизация. Тя не е поставена като цел от Временното правителство, макар че някои от членовете му се застъпват за тези институции. Местните органи на управление имат реални правомощия да решават кои закони на Временното правителство да прилагат. Например в селските райони бързо са въведени националните закони, касаещи използването на запустели земи от селяните. Руският историк У. Е. Мос посочва, че този период представлява „единственият период в съвременната руска история, когато руският народ играе значителна роля в оформянето на съдбините си“. Въпреки че този цитат идеализира руското общество, той все пак показва, че в Русия през 1917 г. съществуват важни демократични институции.
Външната политика е единствената област, в която Временното правителство има до голяма степен свобода на действие. Въпреки това, неуспехът на агресивната външна политика (например, юнската офанзива на Керенски) увеличава опозицията срещу правителството. Във вътрешен план слабостите на Временното правителство са очевидни. Двувластието всъщност е доминирано от едната страна – Петроградския съвет. Военният министър Александър Гучков заявява, че „Ние (Временното правителство) нямаме власт, а само привидност на власт; истинската власт е в ръцете на Съвета“.

## Корниловски метеж и обявяване на република
През август 1917 г. руските социалисти се събират на конференция по отбраната, която води до разцепление между болшевиките, които отхвърлят продължаването на войната, и умерените социалисти. Метежът на Корнилов е опит за военен преврат, извършен от тогавашния главнокомандващ на руската армия генерал Лавър Корнилов през автуст 1917 г. Поради изключителната слабост на правителството по това време, сред военните елити демократизацията на страната след Февруарската революция се възприема като главна причина за разпада на армията и претърпените поражения на фронта. Корнилов предлага програма за възстановяване на отбранителните способности, която включва въвеждане на смъртно наказание в тила, милитаризация на жп транспорта и предприятията на отбранителната промишленост, ограничение на пълномощията на войнишките комитети. В щаба на армията се обсъжда включването на Корнилов като военен диктатор на страната на Керенски. Все още не е ясно до каква степен тази сделка наистина е била приета от всички страни. Когато обаче войските на Корнилов приближават Петроград, Керенски ги заклеймява като контрареволюционери и иска арестуването им. Този ход е възприет в армията като предателство към Корнилов. Освен това, тъй като войските на Корнилов са арестувани от вече въоръжената Червена гвардия, именно Петросъветът се оказва спасител на страната от военна диктатура. За да защити Петроград, Керенски снабдява болшевиките с оръжие, тъй като няма голяма подкрепа сред армията. Когато Корнилов е спрян, болшевиките не връщат оръжията, което ги прави още по-голям проблем за Керенски и Временното правителство. Провалът на метежа решително променя съотношението на силите, десните сили са дискредитирани, престижът на Керенски и кадетите пада. Започва болшевизация на съветите и в края на август Петроградският и Московският съвет приемат резолюции за завземане на държавната власт.
В опит да се стабилизира обстановката на 30 август е създадено ново правителство: Директория (на руски: Директория (Совет пяти)) начело с Керенски. До този момент статутът на монархията си остава нерешен. Това се променя на 1 септември, когато е провъзгласена Руската република (на руски: Российская республика) с указ, подписан от Керенски като министър-председател и Зарудни като министър на правосъдието.
На 14 септември в Петроград е свикана Всеруска демократична конференция на представители на всички политически партии, на земствата и градските думи. Целта му е да подкопае влиянието на болшевизиращите се съвети. Създаден е Демократичен съвет на републиката (Предпарламент) и е решено да се свика Всеруско учредително събрание, което да изработи бъдещата конституция на Русия. Това Учредително събрание трябва да бъде председателствано от професор Н. И. Лазарев и историка В. М. Гесен. Очаква се Временното правителство да продължи да управлява Русия, докато Учредителното събрание не определи бъдещата форма на държавно управление.

## Трета коалиция
От 25 септември 1917 г. Керенски от името на Демократичния съвет на републиката сформира трето коалиционно правителство с умерените социалисти и кадетите, но неговата власт става все по-призрачна. Десните го обвиняват в съучастие с „революционната анархия“ и разрушаване на армията. Лидерите на съветите пък го критикуват за съюза му с кадетите.

## Октомврийска революция
На 24 октомври Керенски обвинява болшевиките в държавна измяна. След болшевишката стачка, някои от останалите делегати продължават да твърдят че прекратяването на войната възможно най-скоро е от полза за нацията. На 24 – 26 октомври Червената гвардия под ръководството на болшевишките командири, предприема атака и сваля Временното правителство. На 25 октомври повечето правителствени учреждения са окупирани и контролирани от болшевишки войници. Последният бастион на министрите от Временното правителство, царският Зимен дворец на брега на река Нева, е превзет на 26-ти. Керенски успява да се измъкне от нападението над Зимния дворец и бяга в Псков, където събира верни войски за опит да си върне столицата. Неговите войски успяват да превземат Царское село, но на следващия ден са разбити при Пулково. Керенски прекарва следващите няколко седмици в укриване, преди да напусне Русия. Той отива в изгнание във Франция и в крайна сметка емигрира в Съединените щати.